# Casa alla volpe rossa
La casa alla Volpe Rossa (in ceco Dům U Červené lišky) di Praga è situata nella piazza della Città Vecchia della città. L'edificio è basato sull'architettura romanica e la sua facciata è decorata da una dorata Madonna con Gesù Bambino. Per questo viene anche chiamata alla Madonna di pietra.